# Torridge
Torridge é um distrito de governo local a norte de Devon, Inglaterra. A sede do conselho fica situada em Bideford. Outras cidades e vilas do distrito: Holsworthy, Great Torrington, Hartland e Westward Ho!. A ilha de Lundy faz parte administrativa deste distrito. 
O distrito foi criado em 1 de Abril de 1974, pela Lei do Governo Local de 1972, pela fusão dos boroughs de Bideford e Great Torrington, do distrito urbano Northam, dos distritos rurais de Bideford, Holsworthy e Torrington. A sua designação tem origem no rio Torridge.